# Hiyashi chūka
Hiyashi chūka (冷やし中華, littéralement « chinois frais ») est un plat japonais consistant en un bol de rāmen froides, recouvertes de différentes garnitures, servi en été. Les garnitures sont généralement des ingrédients frais très colorés ; le tout est recouvert de sauce tare.
Les garnitures les plus répandues sont  des lamelles de tamagoyaki (sorte d'omelette), carottes, concombre, gingembre, jambon, poulet, ainsi que parfois du porc barbecue. La sauce tare est traditionnellement faite à partir d'eau, de vinaigre de riz, de sauce soja, de sucre, d'huile de sésame et de graines de sésame.